# Stazione di Annà
La stazione di Annà è una fermata  ferroviaria posta sulla linea Taranto-Reggio Calabria. Serve il centro abitato di Annà, frazione di Melito di Porto Salvo.

## Strutture e impianti
La stazione dispone di 2 binari per il servizio viaggiatori. Le banchine laterali, sono collegate tra di loro da un sottopassaggio pedonale.

## Movimento
La stazione è servita solo in estate dai treni del servizio ferroviario suburbano di Reggio Calabria.

## Galleria d'immagini

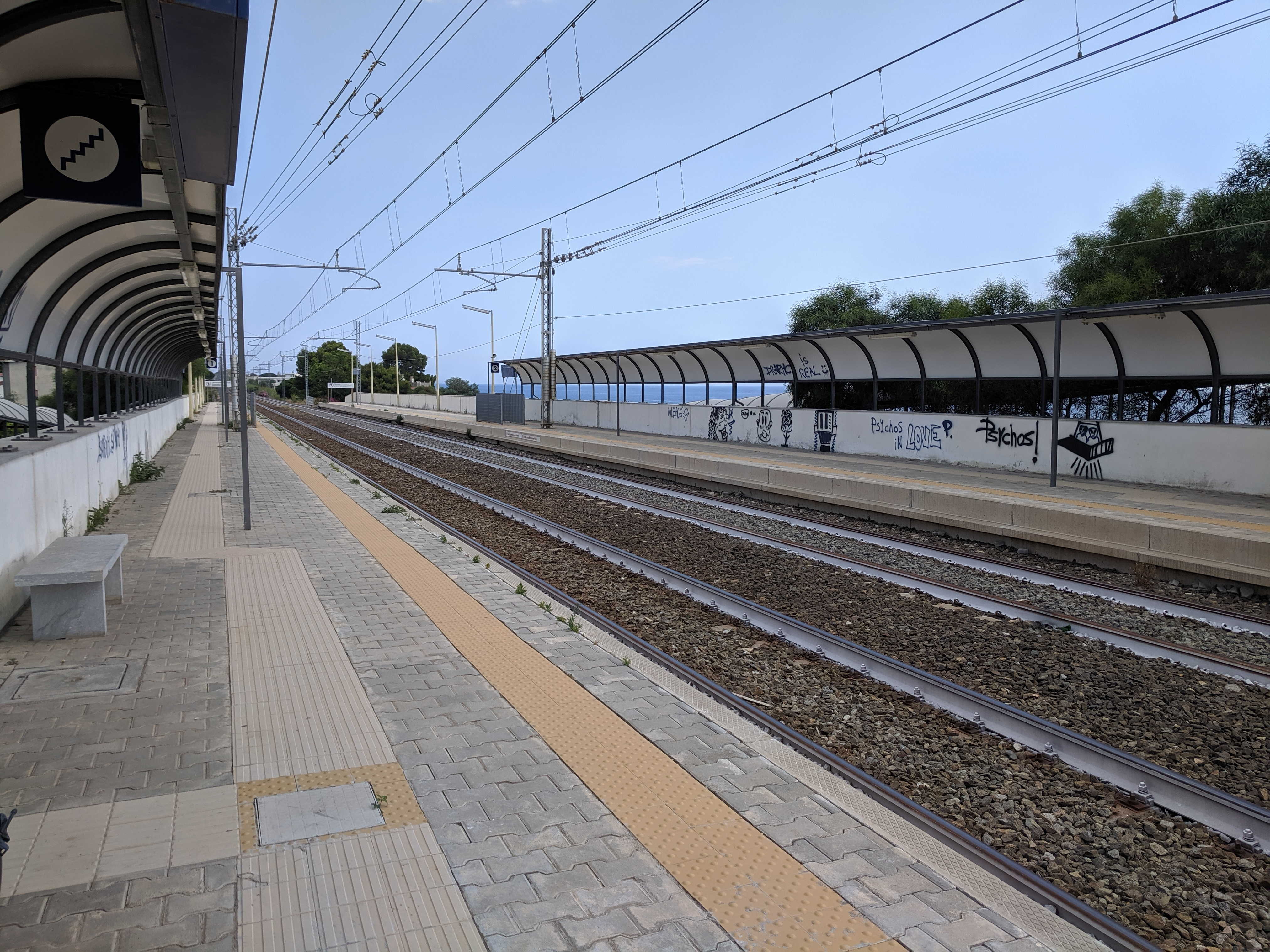
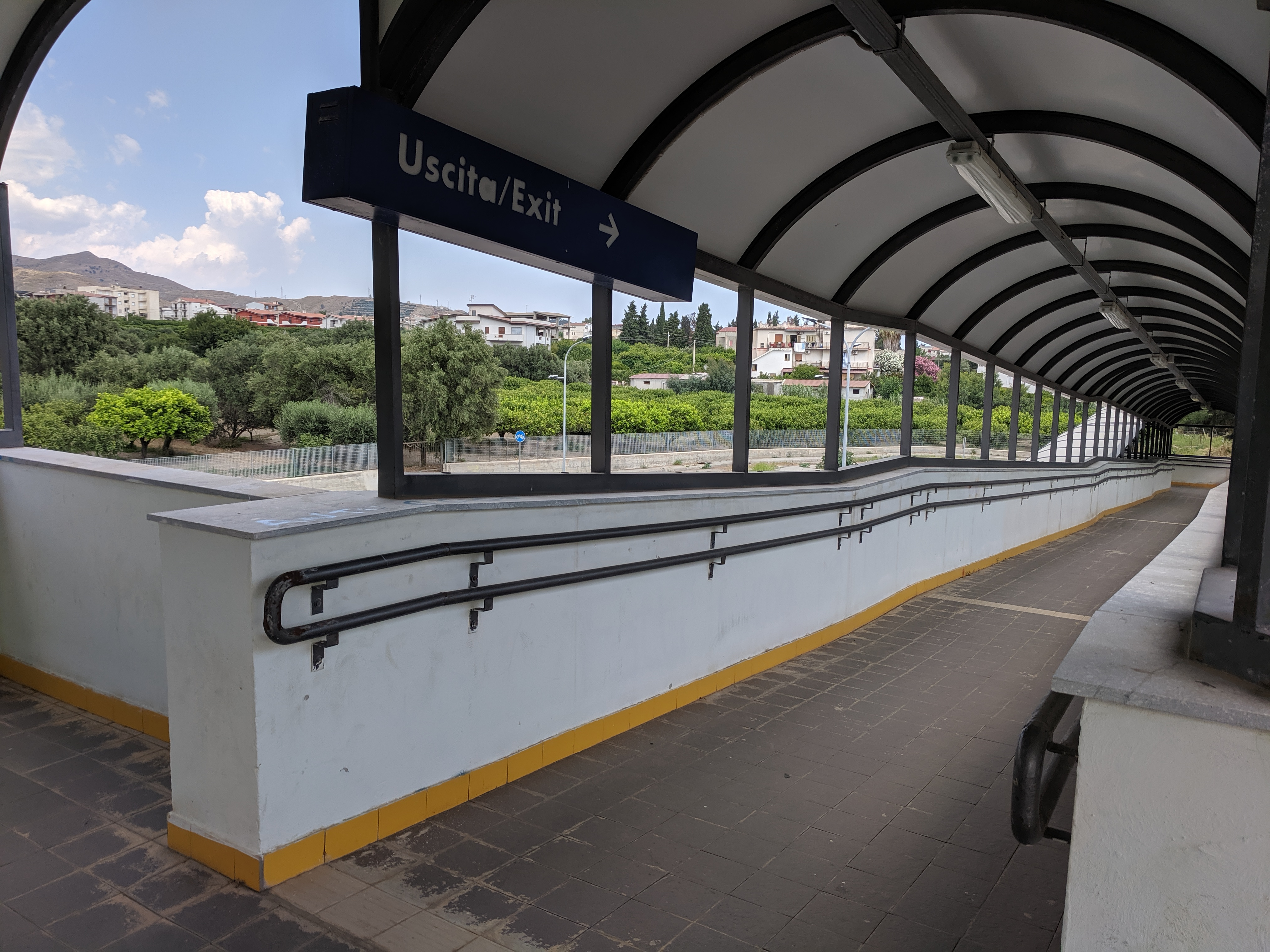
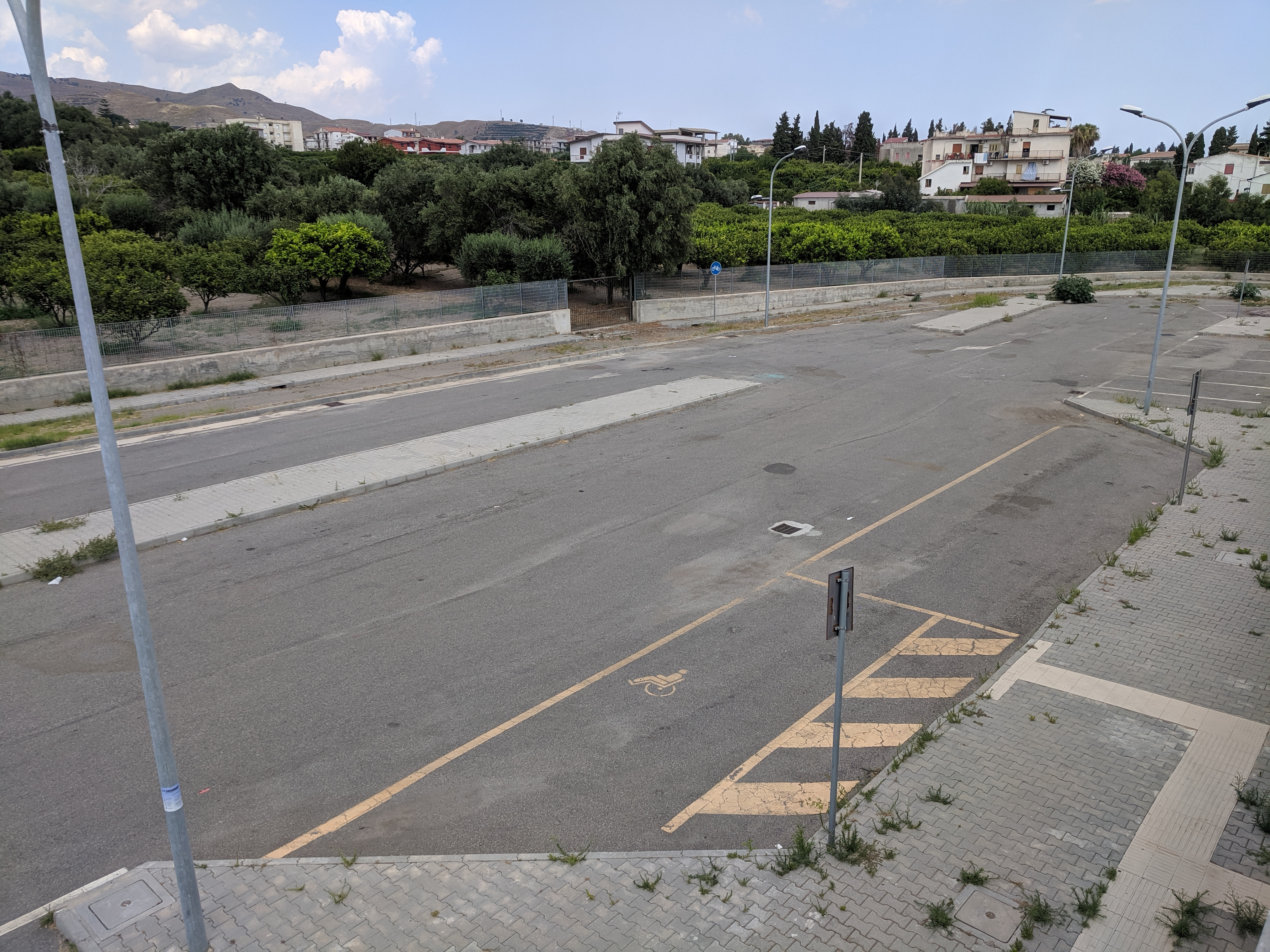